# Hou Ji
Prema kineskim legendama, Hou Ji (ili Houji; kineski 后稷, Hòu Jì, Hou Chi) bio je junak koji je unaprijedio kinesku agrikulturu tijekom dinastije Xije. Njegovi su roditelji bili car Ku i Kuova supruga Jiang Yuan, koja je rodila Hou Jija nakon što je stala u otisak stopala boga neba Shangdija. Preko oca, Hou Ji je bio potomak Žutog Cara.
Osobno ime Hou Jija bilo je Qi (棄) – „napušteni”. Kralj Tang od Shanga je Qiju dao postumno ime Hou Ji. Hou Ji je bio otac sina Buzhua te predak kraljeva iz dinastije Zhou. 